# Салат з пшениці
Салат з пшениці (араб. سلطة قمح) — страва арабської кухні, салат з пшениці та овочів.

## Інгредієнти
В салат входить пшениця, кукурудза, помідори, морква, солоні огірки, лимон, петрушка, оливкова олія та сіль.

## Приготування
Насипати 1 склянку пшениці в миску і залити її водою і залишити на наступний день. Потім злити воду і покласти у каструлю і варити на середньому вогні, поки пшениця не звариться. Помідори, моркву і маринований огірок нарізати невеликими шматками і покласти в миску. додати пшеницю, ¼ склянки кукурудзу і добре перемішати. Вичавити лимон і додати до салату. Додати в салат петрушку і сіль і перемішати інгредієнти. Салат подається на тарілці.